# 제니퍼 스카이
제니퍼 스카이(Jennifer Sky, 1976년 10월 13일 ~ )는 미국의 배우, 모델, 텔레비전 배우, 영화배우이다.

## 영화
- 썸웨어 (2010년)
- 네버 다이 어론 (2004년)
- 피쉬 위다웃 어 바이시클 (2003년) - 핫 걸 역
- 마이 리틀 아이 (2002년)
- CSI - 마이애미 (2002년)
- 내겐 너무 가벼운 그녀 (2001년)
- 클레오파트라 2525 (2000년)
- 메치메이커 (1996년)